# TraceTogether
TraceTogether（トレース・トゥギャザ）は、 シンガポール政府によってリリースされたアプリケーションソフトウェア（アプリ）である。このアプリを使うことで、シンガポール政府が専用に作った BlueTraceプロトコルを利用して、電子的な接触追跡が可能になる。アプリは政府デジタルサービス (Government Digital Services) によって開発され、2020年3月20日にリリースされた。4月21日時点で、Google Play でリリースされている Android 向けアプリは50万回以上ダウンロードされている。アプリに使われているプロトコル BlueTrace はオープンソースで提供されている。 

## 接触追跡
利用者は、アプリを使い始める際に自身の電話番号を政府のデータベースに登録する。登録時にIDが発行され、電話番号情報はこのIDと紐づけられる。アプリ利用者の二人がすれ違うと、両者の端末はお互いのIDを交換し、接触者履歴に保存する。この記録には、過去21日間に利用者が接触したすべての利用者のIDが記録されており、自身の端末以外の場所に保存されることはない。アプリ利用者の新型コロナウイルス陽性が確認されると、保健省職員は当該感染者の接触者履歴を政府のデータベースへとアップロードさせる。アップロードされた履歴は、人間を介在させて (Human-in-the-loop) 接触距離・接触時間の条件で篩い分けし、濃厚接触者と認定されたIDに紐づけられた電話番号に連絡する。アプリ利用者はいつでもアプリの登録を解除することができ、解除されると政府データベースに登録されたIDのデータも削除される。 
TraceTogether では、データ集約型の接触追跡を採用している。これはすなわち、感染者の濃厚接触者情報を中央サーバーで管理するということを意味しており、TraceTogether ではシンガポール保健省が管理している。接触追跡の手段として、BlueTooth（ブルートゥース）と呼ばれる近距離通信規格を用いており、GPSによる位置情報は用いていない。BlueTooth を用いた接触追跡では、人と人との接触のみを記録し、接触した場所については記録されないように配慮できる。 
保健省では、感染者に対してヒアリングを行い、陽性が確認されるまでに訪れた場所を聞き出している。この情報により、当該感染者が他の人に感染させてしまっている可能性（リスク）を見積り、濃厚接触者の洗い出しを行う際のしきい値の設定に用いている。これは、TraceTogether が位置情報を取得しておらず、偽陽性（濃厚接触者ではないのに濃厚接触者であると認定してしまう誤り）・偽陰性（濃厚接触者であるのに濃厚接触者でないと認定してしまう誤り）が高く出てしまうのを抑えるための施策である。

## 効果
TraceTogether の使用率は、全国民の2割から3割程度にとどまっており、電子的な接触追跡が効果を発揮するとされる人口カバー率7割の目標には達していない。アプリ開発者は、「自動接触追跡はコロナウイルスの万能薬ではない」と題したブログを公開し、感染者に対するヒアリングを重要視している。